# Zwitserland op het wereldkampioenschap voetbal 2018
Zwitserland is een van de deelnemende landen aan het wereldkampioenschap voetbal 2018 in Rusland. Het is de elfde deelname voor het land. Zwitserland werd in de achtste finale uitgeschakeld door Zweden.

## Kwalificatie
Zwitserland deed op de eerste speeldag van de WK-kwalificatiecampagne een gouden zaak door met 2–0 te winnen van Europees kampioen Portugal. Doelpunten van Breel Embolo en Admir Mehmedi zorgden ervoor dat de Zwitsers meteen aan de leiding kwamen in groep B.
Nadien bleef het team van bondscoach Vladimir Petković met negen overwinningen op rij foutloos. Desondanks was het nog altijd niet zeker van kwalificatie, want Portugal bleef met acht overwinningen op rij in het spoor van de Zwitsers. Op de slotspeeldag mochten beide landen onderling uitmaken wie rechtstreeks naar het WK zou gaan. Zwitserland verloor het duel met 2–0. Door de nederlaag, en doordat Zwitserland over een minder hoog doelpuntensaldo dan Portugal beschikte, zakte het land in extremis terug naar de tweede plaats.
In de daaropvolgende play-offs nam Zwitserland het op tegen Noord-Ierland. De Zwitsers wonnen de heenwedstrijd in Belfast met 0–1 dankzij een dubieus strafschopdoelpunt van Ricardo Rodríguez. Drie dagen later bleef het bij een scoreloos gelijkspel. Noord-Ierland kwam in de slotfase nog dicht bij een doelpunt, maar Rodríguez trapte de bal op de doellijn weg. Door het gelijkspel mocht Zwitserland alsnog naar het WK.

### Kwalificatieduels
|                                                   |                        |       |          |                                                                                |
| 6 september 2016 «onderlinge duels» 20:45 (UTC+2) | Zwitserland            | 2 − 0 | Portugal | St. Jakob-Park, Bazel Toeschouwers: 36.000 Scheidsrechter: Antonio Mateu Lahoz |
| 6 september 2016 «onderlinge duels» 20:45 (UTC+2) | Embolo 24' Mehmedi 31' |       |          | St. Jakob-Park, Bazel Toeschouwers: 36.000 Scheidsrechter: Antonio Mateu Lahoz |

|                                                 |                 |       |                                         |                                                                              |
| 7 oktober 2016 «onderlinge duels» 20:45 (UTC+2) | Hongarije       | 2 − 3 | Zwitserland                             | Groupama Arena, Boedapest Toeschouwers: 22.000 Scheidsrechter: Björn Kuipers |
| 7 oktober 2016 «onderlinge duels» 20:45 (UTC+2) | Szalai 54', 72' |       | 52' Seferović 68' Rodríguez 90' Stocker | Groupama Arena, Boedapest Toeschouwers: 22.000 Scheidsrechter: Björn Kuipers |

|                                                  |                |       |                              |                                                                                   |
| 10 oktober 2016 «onderlinge duels» 20:45 (UTC+2) | Andorra        | 1 − 2 | Zwitserland                  | Estadi Nacional, Andorra la Vella Toeschouwers: 2.014 Scheidsrechter: John Beaton |
| 10 oktober 2016 «onderlinge duels» 20:45 (UTC+2) | Martínez 90+2' |       | 20' (pen.) Schär 78' Mehmedi | Estadi Nacional, Andorra la Vella Toeschouwers: 2.014 Scheidsrechter: John Beaton |

|                                                   |                               |       |         |                                                                                 |
| 13 november 2016 «onderlinge duels» 18:00 (UTC+1) | Zwitserland                   | 2 − 0 | Faeröer | Swissporarena, Luzern Toeschouwers: 14.800 Scheidsrechter: Sébastien Delferière |
| 13 november 2016 «onderlinge duels» 18:00 (UTC+1) | Derdiyok 27' Lichtsteiner 83' |       |         | Swissporarena, Luzern Toeschouwers: 14.800 Scheidsrechter: Sébastien Delferière |

|                                                |             |       |         |                                                                                   |
| 25 maart 2017 «onderlinge duels» 18:00 (UTC+1) | Zwitserland | 1 − 0 | Letland | Stade de Genève, Genève Toeschouwers: 25.000 Scheidsrechter: Vladislav Bezborodov |
| 25 maart 2017 «onderlinge duels» 18:00 (UTC+1) | Drmić 66'   |       |         | Stade de Genève, Genève Toeschouwers: 25.000 Scheidsrechter: Vladislav Bezborodov |

|                                              |         |                       |             |                                                                     |
| 9 juni 2017 «onderlinge duels» 20:45 (UTC+2) | Faeröer | 0 − 2                 | Zwitserland | Tórsvøllur, Tórshavn Toeschouwers: 4.594 Scheidsrechter: Luca Banti |
| 9 juni 2017 «onderlinge duels» 20:45 (UTC+2) |         | 37' Xhaka 60' Shaqiri |             | Tórsvøllur, Tórshavn Toeschouwers: 4.594 Scheidsrechter: Luca Banti |

|                                                   |                                     |       |         |                                                                          |
| 31 augustus 2017 «onderlinge duels» 20:45 (UTC+2) | Zwitserland                         | 3 − 0 | Andorra | Kybunpark, Sankt Gallen Toeschouwers: 13.600 Scheidsrechter: Tore Hansen |
| 31 augustus 2017 «onderlinge duels» 20:45 (UTC+2) | Seferović 43', 63' Lichtsteiner 67' |       |         | Kybunpark, Sankt Gallen Toeschouwers: 13.600 Scheidsrechter: Tore Hansen |

|                                                   |         |                                                 |             |                                                                          |
| 3 september 2017 «onderlinge duels» 20:45 (UTC+2) | Letland | 0 − 3                                           | Zwitserland | Skontostadion, Riga Toeschouwers: 7.587 Scheidsrechter: Serdar Gözübüyük |
| 3 september 2017 «onderlinge duels» 20:45 (UTC+2) |         | 10' Seferović 56' Džemaili 59' (pen.) Rodríguez |             | Skontostadion, Riga Toeschouwers: 7.587 Scheidsrechter: Serdar Gözübüyük |

|                                                 |                                                    |       |                       |                                                                              |
| 7 oktober 2017 «onderlinge duels» 20:45 (UTC+2) | Zwitserland                                        | 5 − 2 | Hongarije             | St. Jakob-Park, Bazel Toeschouwers: 32.018 Scheidsrechter: Paolo Tagliavento |
| 7 oktober 2017 «onderlinge duels» 20:45 (UTC+2) | Xhaka 19' Frei 21' Zuber 44', 50' Lichtsteiner 84' |       | 59' Guzmics 90' Ugrai | St. Jakob-Park, Bazel Toeschouwers: 32.018 Scheidsrechter: Paolo Tagliavento |

|                                                  |                                  |       |             |                                                                            |
| 10 oktober 2017 «onderlinge duels» 20:45 (UTC+2) | Portugal                         | 2 − 0 | Zwitserland | Estádio da Luz, Lissabon Toeschouwers: 61.566 Scheidsrechter: Cüneyt Çakır |
| 10 oktober 2017 «onderlinge duels» 20:45 (UTC+2) | Djourou 42' (e.d.) An. Silva 58' |       |             | Estádio da Luz, Lissabon Toeschouwers: 61.566 Scheidsrechter: Cüneyt Çakır |

### Eindstand groep B
| Pos. | Land        | GW | W | G | V | DV | DT | DS  | Ptn |
| ---- | ----------- | -- | - | - | - | -- | -- | --- | --- |
| 1    | Portugal    | 10 | 9 | 0 | 1 | 32 | 4  | +28 | 27  |
| 2    | Zwitserland | 10 | 9 | 0 | 1 | 23 | 7  | +16 | 27  |
| 3    | Hongarije   | 10 | 4 | 1 | 5 | 14 | 14 | +0  | 13  |
| 4    | Faeröer     | 10 | 2 | 3 | 5 | 4  | 16 | –12 | 9   |
| 5    | Letland     | 10 | 2 | 1 | 7 | 7  | 18 | –11 | 7   |
| 6    | Andorra     | 10 | 1 | 1 | 8 | 2  | 23 | –21 | 4   |

### Play-offs
|                                                  |               |                      |             |                                                                           |
| 9 november 2017 «onderlinge duels» 20:45 (UTC+1) | Noord-Ierland | 0 − 1                | Zwitserland | Windsor Park, Belfast Toeschouwers: 18.269 Scheidsrechter: Ovidiu Haţegan |
| 9 november 2017 «onderlinge duels» 20:45 (UTC+1) |               | 58' (pen.) Rodríguez |             | Windsor Park, Belfast Toeschouwers: 18.269 Scheidsrechter: Ovidiu Haţegan |

|                                                   |             |       |               |                                                                        |
| 12 november 2017 «onderlinge duels» 18:00 (UTC+1) | Zwitserland | 0 − 0 | Noord-Ierland | St. Jakob-Park, Bazel Toeschouwers: 36.000 Scheidsrechter: Felix Brych |
| 12 november 2017 «onderlinge duels» 18:00 (UTC+1) |             |       |               | St. Jakob-Park, Bazel Toeschouwers: 36.000 Scheidsrechter: Felix Brych |

## WK-voorbereiding

### Wedstrijden
|                                                |             |              |             |                                                                      |
| 23 maart 2018 «onderlinge duels» 19:00 (UTC+1) | Griekenland | 0 – 1        | Zwitserland | Olympisch Stadion Spyridon Louis, Athene Scheidsrechter: Hugo Miguel |
| 23 maart 2018 «onderlinge duels» 19:00 (UTC+1) |             | 59' Džemaili |             | Olympisch Stadion Spyridon Louis, Athene Scheidsrechter: Hugo Miguel |

|                                                |                                                                       |       |        |                                                      |
| 27 maart 2018 «onderlinge duels» 19:00 (UTC+2) | Zwitserland                                                           | 6 – 0 | Panama | Swissporarena, Luzern Scheidsrechter: Oliver Drachta |
| 27 maart 2018 «onderlinge duels» 19:00 (UTC+2) | Džemaili 22' Xhaka 31' (pen.) Embolo 33' Zuber 39' Drmić 49' Frei 68' |       |        | Swissporarena, Luzern Scheidsrechter: Oliver Drachta |

|                                              |               |       |               |                                                                  |
| 3 juni 2018 «onderlinge duels» 21:00 (UTC+2) | Spanje        | 1 – 1 | Zwitserland   | Estadio de la Cerámica, Villarreal Scheidsrechter: István Kovács |
| 3 juni 2018 «onderlinge duels» 21:00 (UTC+2) | Odriozola 29' |       | 62' Rodríguez | Estadio de la Cerámica, Villarreal Scheidsrechter: István Kovács |

|                                              |                                    |       |       |                                                            |
| 8 juni 2018 «onderlinge duels» 19:00 (UTC+2) | Zwitserland                        | 2 – 0 | Japan | Stadio di Cornaredo, Lugano Scheidsrechter: Amaury Delerue |
| 8 juni 2018 «onderlinge duels» 19:00 (UTC+2) | Rodríguez 42' (pen.) Seferović 82' |       |       | Stadio di Cornaredo, Lugano Scheidsrechter: Amaury Delerue |

## Het wereldkampioenschap
Op 1 december 2017 werd er geloot voor de groepsfase van het Wereldkampioenschap voetbal 2018. Zwitserland werd samen met Brazilië, Costa Rica en Servië ondergebracht in groep E, en kreeg daardoor Kaliningrad, Rostov aan de Don en Nizjni Novgorod als speelsteden.

### Wedstrijden

#### Groepsfase
| Nr. | Land        | GW | W | G | V | DV | DT | DS | Ptn |
| --- | ----------- | -- | - | - | - | -- | -- | -- | --- |
| 1   | Brazilië    | 3  | 2 | 1 | 0 | 5  | 1  | +4 | 7   |
| 2   | Zwitserland | 3  | 1 | 2 | 0 | 5  | 4  | +1 | 5   |
| 3   | Servië      | 3  | 1 | 0 | 2 | 2  | 4  | −2 | 3   |
| 4   | Costa Rica  | 3  | 0 | 1 | 2 | 2  | 5  | −3 | 1   |

|                                               |              |       |             |                                                                                         |
| 17 juni 2018 «onderlinge duels» 21:00 (UTC+3) | Brazilië     | 1 – 1 | Zwitserland | Rostov Arena, Rostov aan de Don Toeschouwers: 43.109 Scheidsrechter: César Arturo Ramos |
| 17 juni 2018 «onderlinge duels» 21:00 (UTC+3) | Coutinho 20' |       | 50' Zuber   | Rostov Arena, Rostov aan de Don Toeschouwers: 43.109 Scheidsrechter: César Arturo Ramos |

|                                               |                        |       |                                      |                                                                             |
| 22 juni 2018 «onderlinge duels» 20:00 (UTC+2) | Servië                 | 1 – 2 | Zwitserland                          | Arena Baltika, Kaliningrad Toeschouwers: 33.167 Scheidsrechter: Felix Brych |
| 22 juni 2018 «onderlinge duels» 20:00 (UTC+2) | Aleksandar Mitrović 5' |       | 52' Granit Xhaka 90' Xherdan Shaqiri | Arena Baltika, Kaliningrad Toeschouwers: 33.167 Scheidsrechter: Felix Brych |

|                                               |                        |       |                                |                                                                                     |
| 27 juni 2018 «onderlinge duels» 21:00 (UTC+3) | Zwitserland            | 2 – 2 | Costa Rica                     | Strelkastadion, Nizjni Novgorod Toeschouwers: 43.319 Scheidsrechter: Clément Turpin |
| 27 juni 2018 «onderlinge duels» 21:00 (UTC+3) | Džemaili 31' Drmić 88' |       | 56' Waston 90+3' (e.d.) Sommer | Strelkastadion, Nizjni Novgorod Toeschouwers: 43.319 Scheidsrechter: Clément Turpin |

#### Achtste finale
|                                              |                   |       |             |                                                                                         |
| 3 juli 2018 «onderlinge duels» 17:00 (UTC+3) | Zweden            | 1 – 0 | Zwitserland | Nieuwe Zenitstadion, Sint-Petersburg Toeschouwers: 64.042 Scheidsrechter: Damir Skomina |
| 3 juli 2018 «onderlinge duels» 17:00 (UTC+3) | 66' Emil Forsberg |       |             | Nieuwe Zenitstadion, Sint-Petersburg Toeschouwers: 64.042 Scheidsrechter: Damir Skomina |

SFV · A-internationals · Selecties · Bondscoaches · Zwitsers vrouwenelftal · Olympisch elftal · Zwitserland U21 · Zwitserland U19 · Zwitserland U18 · Zwitserland U17 · Zwitserland U16 · Vrouwen U17
1905 – 1919 · 
1920 – 1929 · 
1930 – 1939 · 
1940 – 1949 · 
1950 – 1959 · 
1960 – 1969 · 
1970 – 1979 · 
1980 – 1989 · 
1990 – 1999 · 
2000 – 2009 · 
2010 – 2019 · 
2020 – 2029
EK's: 1996 · 
2004 · 
2008 · 
2016 · 
2020 · 
2024
WK's: 1934 · 
1938 · 
1950 · 
1954 · 
1962 · 
1966 · 
1994 · 
2006 · 
2010 · 
2014 · 
2018 · 
2022
OS: 1924 · 
1928 · 
2012
1905 · 
1906 · 1907 · 
1908 · 
1909 · 
1910 · 
1911 · 
1912 · 
1913 · 
1914 · 
1915 · 
1916 · 
1917 · 
1918 · 
1919 · 
1920 · 
1921 · 
1922 · 
1923 · 
1924 · 
1925 · 
1926 · 
1927 · 
1928 · 
1929 · 
1930 · 
1931 · 
1932 · 
1933 · 
1934 · 
1935 · 
1936 · 
1937 · 
1938 · 
1939 · 
1940 · 
1941 · 
1942 · 
1943 · 
1944 · 
1945 · 
1946 · 
1947 · 
1948 · 
1949 · 
1950 · 
1952 ·
1952 · 
1953 · 
1954 · 
1955 · 
1956 · 
1957 · 
1958 · 
1959 · 
1960 · 
1961 · 
1962 · 
1963 · 
1964 · 
1965 · 
1966 · 
1967 · 
1968 · 
1969 · 
1970 · 
1971 · 
1972 · 
1973 · 
1974 · 
1975 · 
1976 · 
1977 ·
1978 · 
1979 · 
1980 · 
1981 · 
1982 · 
1983 · 
1984 · 
1985 · 
1986 · 
1987 · 
1988 · 
1989 · 
1990 ·
1991 · 
1992 · 
1993 · 
1994 ·
1995 · 
1996 · 
1997 · 
1998 · 
1999 · 
2000 · 
2001 · 
2002 · 
2003 · 
2004 · 
2005 · 
2006 · 
2007 · 
2008 · 
2009 · 
2010 · 
2011 · 
2012 · 
2013 ·
2014 ·
2015 ·
2016 ·
2017 ·
2018 ·
2019 ·
2020 ·
2021 ·
2022
Albanië ·
Algerije · 
Andorra · 
Argentinië ·
Australië ·
Azerbeidzjan ·
België ·
Bolivia ·
Bosnië en Herzegovina ·
Brazilië ·
Bulgarije ·
Canada ·
Chili ·
China ·
Colombia ·
Costa Rica ·
Cyprus ·
Denemarken ·
DDR ·
Duitsland ·
Ecuador ·
Egypte ·
Engeland · 
Estland ·
Faeröer ·
Finland ·
Frankrijk ·
Georgië ·
Ghana ·
Gibraltar ·
Griekenland ·
Honduras ·
Hongarije ·
Hongkong ·
Ierland ·
IJsland ·
Israël ·
Italië ·
Ivoorkust ·
Jamaica ·
Japan ·
Joegoslavië ·
Kameroen ·
Kenia ·
Kosovo ·
Kroatië ·
Letland ·
Liechtenstein ·
Litouwen ·
Luxemburg ·
Malta ·
Marokko ·
Mexico ·
Moldavië ·
Montenegro ·
Nederland ·
Nigeria ·
Noord-Ierland ·
Noorwegen ·
Oekraïne ·
Oman ·
Oostenrijk ·
Panama ·
Peru ·
Polen ·
Portugal ·
Qatar ·
Roemenië ·
Rusland ·
Saarland ·
San Marino ·
Schotland ·
Servië ·
Slovenië ·
Slowakije ·
Sovjet-Unie · 
Spanje ·
Togo ·
Tsjechië ·
Tsjecho-Slowakije ·
Tunesië ·
Turkije ·
Uruguay ·
Venezuela ·
VA Emiraten ·
Verenigde Staten ·
Wales ·
Wit-Rusland ·
Zimbabwe ·
Zuid-Korea ·
Zweden
Albanië (2016) ·
Argentinië (2014) ·
Brazilië (2018) ·
Chili (2010) ·
Costa Rica (2018) ·
Ecuador (2014) ·
Frankrijk (2006) ·
Frankrijk (2014) ·
Frankrijk (2016) ·
Frankrijk (2021) ·
Honduras (2010) · 
Honduras (2014) · 
Italië (2021) · 
Oekraïne (2006) ·
Portugal (2008)  · 
Portugal (2022) · 
Roemenië (2016) · 
Servië (2018) ·
Spanje (2010) ·
Spanje (2021) ·
Togo (2006) ·
Tsjechië (2008) ·
Turkije (2008) ·
Turkije (2021) ·
Wales (2021) ·
Zuid-Korea (2006) ·
Zweden (2018)
1 Sommer ·
2 Lichtsteiner  ·
3 Moubandje ·
4 Elvedi ·
5 Akanji ·
6 Lang ·
7 Embolo ·
8 Freuler ·
9 Seferović ·
10 Xhaka ·
11 Behrami ·
12 Mvogo ·
13 Rodríguez ·
14 Zuber ·
15 Džemaili ·
16 Fernandes ·
17 Zakaria ·
18 Gavranović ·
19 Drmić ·
20 Djourou ·
21 Bürki ·
22 Schär ·
23 Shaqiri ·
Coach: Petković